# Mondo Generator
Mondo Generator is een project en band van Nick Oliveri, oud-bassist van onder andere Kyuss, The Dwarves en Queens of the Stone Age. De muziek is een mix van stonerrock en punk. Buiten de platen om zijn er ook enkele optredens geweest.
De band maakt deel uit van de Palm Desert Scene.

## Mondo Generator en Josh Homme (2000-2004)
Oliveri startte voordat hij zich aansloot bij Queens of the Stone Age in 1997 zijn eigen soloproject Mondo Generator (naar een nummer van Kyuss). Bandlid Bjork had dit met graffiti op zijn versterker gespoten. Mondo Generator werd na zijn ontslag uit Queens of the Stone Age zijn vaste band.
In 1997 namen Josh Homme, Brant Bjork en Oliveri drie nummers op ("13th Floor", "Simple Exploding Man" en "Cocaine Rodeo") voor Mondo Generators debuutalbum, Cocaine Rodeo, dat in 2000 uitkwam. Het uitbrengen van het album werd drie jaar vertraagd omdat hij toen in de band Queens of the Stone Age speelde. Nummers van dit album werden wel live gespeeld met deze band om een hype te creëren. John Garcia en producer Chris Goss, die al het Kyuss-materiaal produceerde, namen ook deel hieraan. Deze nummers worden door fans gezien als de laatste nummers die door Kyuss zijn opgenomen. Omdat er tijdens het opnemen van deze drie nummers spanning was tussen de bandleden nodige Oliveri ze apart uit in de opnamestudio. Oliveri deed dit in 2012 nogmaals met Homme en Garcia in het nummer "The Last Train" op het album Hell Comes to Your Heart.
In 2003 kwam het album A Drug Problem That Never Existed uit. De nummers "Jr. High Love" en "Day I Die" waren eerder opgenomen voor de Desert Sessions. "Day I Die" is tijdens de Desert Sessions opgenomen als "I'm Dead". "Girl's Like Christ" is een opnieuw opgenomen nummer van de band Dwarfs. Het nummer is heette officieel "There She Goes Again" en werd veranderd door Oliveri. Josh Homme schreef ook mee aan het album. De teksten gaan over de scheiding met zijn toenmalige vrouw, drugsgebruik en het overlijden van zijn vader.
Nick Oliveri toerde om het album te promoten samen met Brant Bjork, Molly McGuire, en Dave Catching door de Verenigde Staten en Europa.

## Mondo Generator zonder Josh Homme (2004-heden)
Na zijn ontslag uit Queens of the Stone Age toerde Oliveri met onder andere Brant Bjork, Motörhead, Winnebago Deal, Masters Of Reality, Dwarves, Mark Lanegan en Turbonegro en nam hij zijn eerste soloplaat Demolition Day op in 2004.
Demolition Day werd opgenomen tussen 2003 en 2004 in de studio 606 waarvan Dave Grohl eigenaar is.
Tijdens de tour om het album te promoten mishandelde Oliveri een geluidmedewerker in een club in Trossingen, Duitsland omdat het geluid niet goed genoeg was voor Oliveri tijdens een aantal nummers. De overige bandleden verlieten Oliveri en gingen boos terug naar de Verenigde Staten.
In 2005 toerde Oliveri weer door Europa. Dit keer als bassist voor de band Dwarfs en met bandleden van de Engelse band Winnebago Deal voor zijn band Mondo Generator. Zij werden vaak tijdens deze toer Winnebago Generator genoemd door fans en zichzelf. Eind 2005 ging het drietal weer de studio in van Dave Grohl om aan hun volgende album Dead Planet te werken. Zijn eerste solo plaat Demolition Day werd als tweede cd toegevoegd aan het album Dead Planet: SonicSlowMotionTrails.
In 2009 kwam zijn tweede solo plaat Death Acoustic uit. De meeste nummers op dit album zijn covers van onder andere Kyuss, Queens of the Stone Age, The Misfits en Dwarves.
In 2012 kwam het vierde Mondo Generator-album Hell Comes to Your Heart uit. Het is in drie dagen opgenomen in de opnamestudio van Josh Homme: Pink Duck Studios in Burbank, Californië. Josh Homme en John Garcia doen ook mee om het nummer "The Last Train". Dit was in de periode voordat Homme Garcia aanklaagde vanwege de naam Kyuss Lives!

## Discografie

### Studioalbums
- Cocaine Rodeo (2000)
- A Drug Problem That Never Existed (2003)
- Dead Planet (2007)
- Hell Comes to Your Heart (2012)
- We Stand Against You (2023)

### Ep's
- III the EP (2004)
- Australian Tour EP 2008 (2008)
- Dog Food (2010)
- Hell Comes to Your Heart (2011)

### Singles
- Split (7"-single zonder Jack Saints) (1997)
- I Never Sleep (7"-single) (2006)

### Dvd's
- Use Once And Destroy Me

## Bandleden

### Laatste line-up
- Nick Oliveri - zang, basgitaar
- Ian Flannon Taylor - gitaar, achtergrondzang
- Hoss - drums
- Mike Pygmie - leadgitaar

### Voormalige bandleden

#### Gitaristen
- Simon Beggs "Spud" (2006-2007)
- Ben Perrier (2004-2006)
- Marc Diamond (2004-2005)
- Dave Catching (2003-2004)
- Josh Homme (1997-2002)
- Brent Malkus (a.k.a. Burnt Mattress) (1997)
- Derek Myers (1997-1998)

#### Bassisten
- Molly McGuire (2003-2004)

#### Drummers
- Giampaolo Farnedi (2007)
- Ernie Longoria (2006-2007)
- Ben Thomas (2004-2006)
- Josh Lamar (2004-2006)
- Alfredo Hernández (2004)
- Brant Bjork (1997-2004)
- Dave Grohl (2003)
- Rob Oswald (a.k.a. Up N. Syder) (1997)